# Thalamoporella tubifera
Thalamoporella tubifera är en mossdjursart som beskrevs av Levinsen 1909. Thalamoporella tubifera ingår i släktet Thalamoporella och familjen Thalamoporellidae. Inga underarter finns listade i Catalogue of Life.